# Kalooru, Madikeri
Kalooru là một làng thuộc tehsil Madikeri, huyện Kodagu, bang Karnataka, Ấn Độ.